# Giresunspor Kulübü
Il Giresunspor Kulübü, meglio noto come Giresunspor, è una società calcistica turca con sede nella città di Giresun. Milita nella TFF 2. Lig, la terza divisione del campionato turco.
Disputa le partite casalinghe allo stadio Çotanak di Giresun, impianto inaugurato nel 2021. In precedenza giocava allo stadio Atatürk di Giresun.

## Storia
L'Iresunspor Club fu fondato nel 1925 come rivale dell'Hilalspor e adottò i colori giallo e blu scuro, per opera degli insegnanti Fevzi e Faruk Beyler. Il club era attivo nel calcio, nell'atletica e negli sport acquatici a livello dilettantistico, ma organizzava anche spettacoli teatrali e intrattenimento notturno (il poeta Can Akengin contribuì al sodalizio con iniziative e spettacoli). Il Giresunspor militò a lungo nei campionati locali con Hilalspor e Yeşiltepe tra il 1925 e il 1940. I club Giresunspor, Hilalspor, Yeşiltepe e Sahilspor, dovettero chiudere le attività e furono sciolti il 28 marzo 1941, con l'emanazione della legge del 29 giugno 1938.
Dopo la chiusura, l'Hilalspor e il Sahilspor fondarono l'Aksugençlik Spor Kulübü, che adottò una tenuta biancoverde il 3 maggio 1941. Il Giresunspor e lo Yeşiltepe si fusero a fondare l'Akıngençlik Spor Kulübü, che adottò il rosso e l'indaco. Il 5 giugno 1947 fu costituito un altro nuovo club, con il nome di Güneşspor. Mentre l'Aksugençlikspor continuò le proprie attività con il nome di Beşiktaş e i colori bianco e nero dal 1952, il Güneşspor cambiò denominazione in Yeşiltepe nel 1963 per mantenere in vita e proseguire la tradizione dello Yeşiltepe, quindi, il 17 marzo 1967, cambiò nome in Giresunspor. L'Akıngençlikspor si sciolse il 18 aprile 1967 e il Beşiktaş si sciolse il 21 aprile 1967; entrambi confluirono nel Giresunspor. In questo modo tutti i principali club cittadini, il più antico dei quali era stato fondato nel 1925, si riunirono sotto un unico sodalizio e proseguirono le proprie attività.
Il Giresunspor cominciò a militare nel campionato turco di seconda serie sotto la guida di Hasan Gürel, che fu anche il primo presidente del club, nella stagione calcistica 1967-1968. La prima partita ufficiale fu giocata contro il Beylerbeyispor, un club di Istanbul, allo stadio Atatürk di Giresun il 20 agosto 1967 finì con un pareggio a reti bianche. La squadra di Giresun. 
Dopo quattro stagioni nei campionati professionistici, al termine della stagione 1970-1971 la squadra salì nella massima divisione turca, divenendo la prima compagine calcistica della regione del Mar Nero orientale a competere nel campionato di vertice della Turchia, dove rimase per sei stagioni. Caduto in seconda serie nel 1977, nel 1978 retrocesse in terza divisione. Tornato in seconda divisione nel 1979, vi rimase per sette anni. Nel 1986 tornò in terza divisione, ma nel 1988 fece ritorno nel campionato cadetto vincendo il campionato di terza serie. Nel 1991 retrocesse in terza serie, poi tornò in seconda divisione nel 1993 e nel 1995 retrocesse nuovamente in terza divisione, ma dal 1997 militò nuovamente nel campionato cadetto, per poi retrocedere nuovamente nel 2000. Ritrovatasi in quarta serie, vi rimase sino al 2005, quando ascese in terza serie. Nel 2007 tornò in seconda divisione, dove rimase sino al 2012. Tornata nel campionato cadetto nel 2014, nel 2021 ha ottenuto la promozione in massima serie, dove ha fatto ritorno dopo 44 anni di assenza. Nel 2023 ha conosciuto una nuova retrocessione in seconda serie.

## Stadio
Il Giresunspor gioca le partite casalinghe allo stadio Çotanak, impianto da 21 028 posti inaugurato nel 2021. In passato ha giocato allo Stadio Atatürk di Giresun, che aveva capienza di 12 200 posti a sedere.

## Organico

### Rosa 2023-2024
Aggiornata al 18 settembre 2023.
| N. |                                 | Ruolo | Calciatore           |
| -- | ------------------------------- | ----- | -------------------- |
| 1  | Turchia (bandiera)              | P     | Onurcan Piri         |
| 2  | Turchia (bandiera)              | D     | Talha Ülvan          |
| 4  | Turchia (bandiera)              | D     | Sergen Piçinciol     |
| 5  | Senegal (bandiera)              | D     | Faustin Senghor      |
| 6  | Turchia (bandiera)              | D     | Alper Uludağ         |
| 9  | Bosnia ed Erzegovina (bandiera) | A     | Riad Bajić           |
| 10 | Brasile (bandiera)              | A     | Sergio               |
| 11 | Curaçao (bandiera)              | C     | Brandley Kuwas       |
| 14 | Colombia (bandiera)             | C     | Robert Mejía         |
| 17 | Turchia (bandiera)              | C     | Doğan Can Davas      |
| 19 | Turchia (bandiera)              | C     | Rahmetullah Berişbek |
| 20 | Turchia (bandiera)              | C     | Oğulcan Çağlayan     |
| 21 | Uruguay (bandiera)              | D     | Ramón Arias          |

| N. |                       | Ruolo | Calciatore        |
| -- | --------------------- | ----- | ----------------- |
| 22 | Turchia (bandiera)    | C     | Murat Cem Akpınar |
| 23 | Turchia (bandiera)    | C     | Görkem Sağlam     |
| 25 | Colombia (bandiera)   | D     | Alexis Pérez      |
| 26 | Montenegro (bandiera) | C     | Vukan Savićević   |
| 30 | Colombia (bandiera)   | C     | Jorman Campuzano  |
| 33 | Turchia (bandiera)    | D     | Fatih Yılmaz      |
| 35 | Turchia (bandiera)    | P     | Ferhat Kaplan     |
| 37 | Turchia (bandiera)    | P     | Dogac Cifci       |
| 50 | Turchia (bandiera)    | C     | Kadir Seven       |
| 74 | Turchia (bandiera)    | P     | Erkan Anapa       |
| 75 | Turchia (bandiera)    | A     | Mert Kurt         |
| 77 | Turchia (bandiera)    | D     | Hayrullah Bilazer |
| 99 | Turchia (bandiera)    | D     | Faruk Can Genç    |

### Rosa 2022-2023
Aggiornata al 13 novembre 2022.
| N. |                                 | Ruolo | Calciatore           |
| -- | ------------------------------- | ----- | -------------------- |
| 1  | Turchia (bandiera)              | P     | Onurcan Piri         |
| 2  | Turchia (bandiera)              | D     | Talha Ülvan          |
| 4  | Turchia (bandiera)              | D     | Sergen Piçinciol     |
| 5  | Senegal (bandiera)              | D     | Faustin Senghor      |
| 6  | Turchia (bandiera)              | D     | Alper Uludağ         |
| 7  | Spagna (bandiera)               | C     | Borja Sainz          |
| 9  | Bosnia ed Erzegovina (bandiera) | A     | Riad Bajić           |
| 10 | Brasile (bandiera)              | A     | Sergio               |
| 11 | Curaçao (bandiera)              | C     | Brandley Kuwas       |
| 14 | Colombia (bandiera)             | C     | Robert Mejía         |
| 17 | Turchia (bandiera)              | C     | Doğan Can Davas      |
| 19 | Turchia (bandiera)              | C     | Rahmetullah Berişbek |
| 20 | Turchia (bandiera)              | C     | Oğulcan Çağlayan     |
| 21 | Uruguay (bandiera)              | D     | Ramón Arias          |

| N. |                       | Ruolo | Calciatore        |
| -- | --------------------- | ----- | ----------------- |
| 22 | Turchia (bandiera)    | C     | Murat Cem Akpınar |
| 23 | Turchia (bandiera)    | C     | Görkem Sağlam     |
| 25 | Colombia (bandiera)   | D     | Alexis Pérez      |
| 26 | Montenegro (bandiera) | C     | Vukan Savićević   |
| 30 | Colombia (bandiera)   | C     | Jorman Campuzano  |
| 33 | Turchia (bandiera)    | D     | Fatih Yılmaz      |
| 35 | Turchia (bandiera)    | P     | Ferhat Kaplan     |
| 37 | Turchia (bandiera)    | P     | Dogac Cifci       |
| 50 | Turchia (bandiera)    | C     | Kadir Seven       |
| 74 | Turchia (bandiera)    | P     | Erkan Anapa       |
| 75 | Turchia (bandiera)    | A     | Mert Kurt         |
| 77 | Turchia (bandiera)    | D     | Hayrullah Bilazer |
| 99 | Turchia (bandiera)    | D     | Faruk Can Genç    |

### Rosa 2021-2022
Aggiornata all'8 febbraio 2022.
| N. |                                 | Ruolo | Calciatore         |
| -- | ------------------------------- | ----- | ------------------ |
| 1  | Turchia (bandiera)              | P     | Onurcan Piri       |
| 3  | Turchia (bandiera)              | D     | Hüsamettin Tut     |
| 4  | Turchia (bandiera)              | D     | Arda Kılıç         |
| 5  | Turchia (bandiera)              | D     | Zeki Yavru         |
| 6  | Paesi Bassi (bandiera)          | C     | Joey Pelupessy     |
| 7  | Brasile (bandiera)              | A     | Serginho           |
| 8  | Mali (bandiera)                 | C     | Hamidou Traoré     |
| 9  | Bosnia ed Erzegovina (bandiera) | A     | Riad Bajić         |
| 11 | Senegal (bandiera)              | A     | Ibrahima Baldé     |
| 16 | Australia (bandiera)            | D     | Aziz Behich        |
| 17 | Turchia (bandiera)              | A     | Umut Nayir         |
| 21 | Turchia (bandiera)              | C     | Muhammed Gümüşkaya |

| N. |                       | Ruolo | Calciatore        |
| -- | --------------------- | ----- | ----------------- |
| 22 | Portogallo (bandiera) | C     | Chiquinho         |
| 23 | Brasile (bandiera)    | D     | Douglas           |
| 24 | Brasile (bandiera)    | C     | Flávio            |
| 25 | Colombia (bandiera)   | D     | Alexis Pérez      |
| 26 | Turchia (bandiera)    | D     | Emre Taşdemir     |
| 28 | Turchia (bandiera)    | C     | Erol Can Akdağ    |
| 33 | Turchia (bandiera)    | P     | Göktan Cörüt      |
| 34 | Turchia (bandiera)    | P     | Okan Kocuk        |
| 35 | Turchia (bandiera)    | D     | Sergen Piçinciol  |
| 37 | Turchia (bandiera)    | P     | Dogac Cifci       |
| 77 | Turchia (bandiera)    | D     | Hayrullah Bilazer |
| 85 | Turchia (bandiera)    | D     | Fatih Yilmaz      |

### Rosa 2020-2021
Aggiornata al 24 settembre 2020.
| N. |                         | Ruolo | Calciatore     |
| -- | ----------------------- | ----- | -------------- |
| 1  | Turchia (bandiera)      | P     | Onurcan Piri   |
| 2  | Senegal (bandiera)      | D     | Mamadou Diarra |
| 3  | Turchia (bandiera)      | D     | Hüsamettin Tut |
| 4  | Turchia (bandiera)      | D     | Arda Kılıç     |
| 6  | Turchia (bandiera)      | C     | Mehmet Taş     |
| 7  | Burkina Faso (bandiera) | A     | Abdou Traoré   |
| 8  | Capo Verde (bandiera)   | C     | Hélder Tavares |
| 10 | Turchia (bandiera)      | A     | Eren Tozlu     |
| 11 | Senegal (bandiera)      | A     | Ibrahima Baldé |
| 14 | Polonia (bandiera)      | C     | Michał Nalepa  |
| 15 | Turchia (bandiera)      | P     | Tolgahan Acar  |
| 16 | Turchia (bandiera)      | D     | Ahmet İpekçi   |
| 17 | Turchia (bandiera)      | A     | Umut Nayir     |
| 19 | Germania (bandiera)     | A     | Yasin Ozan     |
| 20 | Turchia (bandiera)      | C     | Alperen Aydın  |
| 21 | Turchia (bandiera)      | C     | Saruhan Bolat  |

| N. |                    | Ruolo | Calciatore        |
| -- | ------------------ | ----- | ----------------- |
| 22 | Turchia (bandiera) | D     | Sadi Karaduman    |
| 25 | Turchia (bandiera) | C     | Şükrü Kara        |
| 28 | Turchia (bandiera) | C     | Erol Can Akdağ    |
| 33 | Turchia (bandiera) | P     | Göktan Cörüt      |
| 35 | Turchia (bandiera) | D     | Sergen Piçinciol  |
| 37 | Turchia (bandiera) | D     | Kerem Kalafat     |
| 68 | Turchia (bandiera) | D     | İshak Doğan       |
| 70 | Brasile (bandiera) | C     | Serginho          |
| 71 | Turchia (bandiera) | C     | Muhammed Ertürk   |
| 77 | Turchia (bandiera) | D     | Hayrullah Bilazer |
| 80 | Nigeria (bandiera) | C     | Anthony Uzodimma  |
| 85 | Turchia (bandiera) | D     | Fatih Yılmaz      |
| 91 | Turchia (bandiera) | C     | Semih Kavrazlı    |
| 92 | Gabon (bandiera)   | C     | Lévy Madinda      |
| 99 | Turchia (bandiera) | C     | Caner Hüseyin Bağ |

### Rosa 2017-2018
Aggiornata al 2 settembre 2017.
| N. |                    | Ruolo | Calciatore             |
| -- | ------------------ | ----- | ---------------------- |
| 1  | Turchia (bandiera) | P     | Fevzi Elmas            |
| 2  | Turchia (bandiera) | D     | Caner Arıcı (capitano) |
| 4  | Turchia (bandiera) | D     | Aykut Demir            |
| 5  | Svezia (bandiera)  | C     | Panajotis Dimitriadis  |
| 6  | Brasile (bandiera) | D     | Brinner                |
| 7  | Ucraina (bandiera) | C     | Dmytro Korkiško        |
| 9  | Francia (bandiera) | A     | Maurice Dalé           |
| 10 | Turchia (bandiera) | C     | Volkan Okumak          |
| 11 | Senegal (bandiera) | C     | Boubacar Dialiba       |
| 15 | Turchia (bandiera) | C     | Mehmet Akyüz           |
| 16 | Turchia (bandiera) | D     | Berkan Yıldırım        |
| 17 | Turchia (bandiera) | C     | Recep Aydın            |
| 21 | Brasile (bandiera) | A     | Jones Carioca          |

| N. |                    | Ruolo | Calciatore      |
| -- | ------------------ | ----- | --------------- |
| 22 | Turchia (bandiera) | C     | Sinan Özkan     |
| 23 | Turchia (bandiera) | C     | Mertcan Aktas   |
| 25 | Brasile (bandiera) | C     | Dodô            |
| 27 | Turchia (bandiera) | P     | Anıl Atağ       |
| 28 | Turchia (bandiera) | D     | Onur Demir      |
| 33 | Turchia (bandiera) | D     | Çağlar Birinci  |
| 38 | Turchia (bandiera) | C     | Fatih Atık      |
| 55 | Turchia (bandiera) | D     | Canberk Dilaver |
| 57 | Turchia (bandiera) | D     | Özgür Yılmaz    |
| 77 | Turchia (bandiera) | C     | Fevzi Özkan     |
| 92 | Turchia (bandiera) | P     | Ali Aydin       |
| 93 | Turchia (bandiera) | D     | Hüsamettin Tut  |

### Rosa 2015-2016
Aggiornata al 2 settembre 2015.
| N. |                    | Ruolo | Calciatore        |
| -- | ------------------ | ----- | ----------------- |
| 1  | Turchia (bandiera) | P     | Ali Aydın         |
| 4  | Turchia (bandiera) | D     | Cihan Can         |
| 5  | Turchia (bandiera) | C     | Onur Cenik        |
| 6  | Francia (bandiera) | D     | Mohamadou Sissoko |
| 7  | Turchia (bandiera) | C     | Abdulaziz Solmaz  |
| 8  | Turchia (bandiera) | C     | Alaattin Tosun    |
| 9  | Turchia (bandiera) | A     | Berk İsmail Ünsal |
| 10 | Turchia (bandiera) | C     | Arif Şahin        |
| 11 | Brasile (bandiera) | A     | Waldison          |
| 14 | Nigeria (bandiera) | C     | David Abwo        |
| 16 | Turchia (bandiera) | D     | Berkan Yıldırım   |
| 17 | Turchia (bandiera) | D     | Rızvan Şahin      |

| N. |                    | Ruolo | Calciatore            |
| -- | ------------------ | ----- | --------------------- |
| 19 | Albania (bandiera) | A     | Vedat Muriqi          |
| 21 | Camerun (bandiera) | C     | Hervé Tchami          |
| 25 | Brasile (bandiera) | C     | Dodô                  |
| 27 | Turchia (bandiera) | P     | Anıl Atağ             |
| 28 | Turchia (bandiera) | D     | Onur Demir            |
| 57 | Turchia (bandiera) | D     | Özgür Yılmaz          |
| 58 | Turchia (bandiera) | D     | Fatih Çiplak          |
| 63 | Turchia (bandiera) | C     | Fevzi Özkan           |
| 88 | Turchia (bandiera) | C     | Rıdvan Sağlam         |
| 93 | Turchia (bandiera) | D     | Hüsamettin Tut        |
| 99 | Turchia (bandiera) | P     | Eser Altın (capitano) |

## Staff tecnico
- Allenatore:  Erkan Sözeri
- Vice-Allenatore: ?
- Team Manager: ?
- Preparatore dei portieri: ?
- Preparatore atletico: ?
- Medico sociale: ?
- Fisioterapista: ?

## Statistiche

### Partecipazione ai campionati
- Süper Lig: 1971-1977, 2021-2023
- TFF 1. Lig: 1967-1971, 1977-1978, 1979-1986, 1988-1991, 1993-1995, 1997-2000, 2007-2012, 2014-2021, 2023-
- TFF 2. Lig: 1978-1979, 1986-1988, 1991-1993, 1995-1997, 2000-2001, 2005-2007, 2012-2014
- TFF 3. Lig: 2001-2005

## Palmarès

### Competizioni nazionali
- TFF 2. Lig: 1

2013-2014 (gruppo bianco)
- TFF 3. Lig: 5

1978-1979, 1987-1988, 1992-1993, 1996-1997, 2004-2005

### Altri piazzamenti
- TFF 1. Lig:

Secondo posto: 2020-2021
- TFF 2. Lig:

Vittoria play-off: 2006-2007